# 1987年太平洋飓风季
1987年太平洋飓风季是东太平洋飓风中心承担东北太平洋（指赤道以北、西经140°以东的太平洋）热带气旋主要预警责任的最后一个太平洋飓风季。本季于1987年5月15日从东太平洋、6月1日从中太平洋（赤道以北、国际日期变更线到西经140°之间的太平洋）正式开始，同年11月30日结束，传统上这样的日期界定了一年中绝大多数热带气旋在东北太平洋形成的时间段。
虽然全季有20个天气系统获得命名，比往年平均值还高5个，但只有4场风暴直接对陆地构成影响。飓风尤金是1954年后首场在7月登陆墨西哥的太平洋飓风，造成3人死亡，经济损失达1亿4212万美元，是全季唯一直接造成人员丧生和破坏的热带气旋。热带风暴皮拉尔和飓风诺玛一度接近陆地，其中皮拉尔在南下加利福尼亚州产生创纪录的降水，飓风诺玛和飓风拉蒙的残留则在美国本土产生降雨。除此以外，中北太平洋形成的飓风佩克穿越国际日期变更线，成为1987年太平洋台风季的台风。

## 季节总结
总体而言，1987年太平洋飓风季继续保持20世纪80年代东太平洋热带天气活动高于往年平均值的趋势。全季共形成20场热带风暴，其中10场成为飓风，4场达到大型飓风标准，都明显高于往年平均值，而且命名风暴达20场也创下太平洋飓风季的新纪录。截至2014年，1987年飓风季仍然是有纪录以来第6活跃的太平洋飓风季，同1994年太平洋飓风季和2009年太平洋飓风季并列。位于国际日期变更线到西经140°之间的太平洋属中太平洋飓风中心预警责任区，全季共形成两场获得命名的风暴，其中一场达到飓风标准，另外还有两场热带风暴从东太平洋进入中太平洋。
从6月上旬热带风暴阿德里安形成到11月下旬第二十号热带低气压消散，全季共计持续171天，所有天气系统在热带风暴强度下持续了924小时，飓风强度下则持续了631小时。往年的长期平均值则分别是161天、875小时和428小时。气象机构没有在本季期间派遣飓风猎人侦察机飞入风暴侦察。此外，这还是气象机构首度针对熱帶氣旋发布热带风暴观察预警和警告，而不再像往年一样发布烈风预警和警告。1987年还是位于红木城的东太平洋飓风中心承担东北太平洋热带气旋预警责任的最后一年，该机构自1972年就开始负责这一工作。接下来东太平洋飓风中心并入美国国家飓风中心，新机构从1988年春开始负责东北太平洋的热带气旋预警工作。
6月只有1场热带风暴发展形成，7月则有6场，前7场风暴中只有飓风希拉里达到大型飓风标准。8月共形成5场命名风暴，其中4场成为飓风，但没有大型飓风，只有飓风乔瓦的最高强度达到中等二级飓风水平，接近三级飓风标准。9月获得命名的风暴数量和8月相同，也是5场，其中飓风麦克斯的强度创下太平洋飓风卫星强度估算的新纪录，卫星图像表明系统达到四级飓风标准。飓风诺玛在萨菲尔-辛普森飓风等级属一级飓风，在下加利福尼亚半岛以南消散。10月一共只形成两个热带气旋，其中第1个是飓风拉蒙，最高强度属四级飓风标准。
本季形成的气旋中对陆地构成影响的很少，只有飓风尤金曾经登陆，并造成3人死亡，经济损失总额约为1亿4200万美元，其中单15平方英里的水果作物损失数额就达到260万美元。热带风暴欧文沿墨西哥海岸移动，在阿卡普尔科附近引发洪灾，损失总额约为210万美元。热带风暴皮拉尔和飓风诺玛的残留在南下加利福尼亚州产生降水，飓风拉蒙的残留则在美国西部产生庞大雨量。
飓风季期间，中太平洋的水温受厄尔尼诺现象影响，比正常情况要高1.6°C。太平洋十年涛动到这一年时，水温也进入偏暖的年份，根据现代估计结果，1987年时受太平洋十年涛动影响，相应海域水温比正常情况要高0.81°C。

## 风暴

### 热带风暴阿德里安
6月7日，阿卡普尔科东南方向约645公里海域有热带低气压形成，并且很快就增强成热带风暴。6月8日，阿德里安达到持续风速每小时75公里的最高强度，然后开始缓慢减弱。6月9日，气旋降级成热带低气压，于当晚消散。这场风暴起初沿墨西哥海岸平行移动，所处洋面远离陆地，弱化成热带低气压后再以逆时针环路前进。

### 热带风暴比阿特丽斯
7月3日，卡波圣卢卡斯以南约1560公里海域有热带低气压形成，并于当晚升级成热带风暴。系统向西南方向移动并缓慢增强，所处洋面一直远离陆地。7月5日，比阿特丽斯达到风力时速85公里的最高强度。接下来气旋开始减弱，于7月6日降级成热带低气压，最终在次日逐渐消散。

### 热带风暴加尔文
7月5日，墨西哥以南约500公里洋面有热带低气压形成，而且很快就于次日强化成热带风暴。加尔文总体保持向东移动，于7月8日达到强烈热带风暴强度后逐渐减弱，于7月9日弱化成热带低气压，最终于次日在卡波圣卢卡斯西南方向约710公里海域消散。

### 热带风暴多拉
7月15日，卡波圣卢卡斯以南约1140公里海域有热带低气压组织形成，并于当天在阿卡普尔科以西约345公里洋面升级成热带风暴。多拉向西北偏西方向移动并缓慢增强，于7月17日达到风力时速95公里的最高强度。接下气旋稳步减弱，于两天后降级成热带低气压，最终于7月20日在卡波圣卢卡斯以西约805公里洋面消散。

### 飓风尤金
7月22日，一股热带扰动在墨西哥近海发展成热带低气压。系统起初向西移动，于当天强化成热带风暴。7月24日，受上层气旋影响，尤金转向北上，并升级成本季首场飓风。7月25日，风暴达到二级飓风强度下限，但又因受陆地影响而减弱，以一级飓风强度从曼萨尼约以南登陆。粗糙的地形令飓风减弱，气旋进入加利福尼亚湾时已降级成热带低气压，最终于7月26日消散。
7月24日，尤金首度对墨西哥构成威胁，锡瓦塔内霍港停止向小型船只开放，阿卡普尔科港暂停运作，曼萨尼约港则正式关闭。墨西哥海军下令总计1520公里地域进入警戒状态。气象机构向沿海3个州发布航海警告，政府还敦促海上船只随时保持联络。飓风尤金在墨西哥沿海部分地区引发瓢泼大雨，其中以米却肯州的阿奎拉（Aquila）降雨量最高，达525毫米。气旋在该国5个州的降雨量刷新此前热带气旋的纪录。整个墨西哥有超过5000人流离失所。单曼萨尼约就有60余人无家可归。风暴造成的破坏主要是四处散落的瓦砾和泥浆，全国有6人受伤，3人遇难，其中1名男子被狂风刮倒的棕榈树砸死。飓风还摧毁了墨西哥约39平方公里水果作物，损失数额超过260万美元（1987年美元）。此外，还有8套海滨房屋受到价值12万美元的破坏。整场风暴造成的损失总额达1亿4200万美元。气旋过去后，墨西哥海军、陆军和地方政府制订清理计划，迅速恢复供水和供电，大部分受影响地区的水、电都在数天内恢复。

### 热带风暴费尔南达
第九号于7月24日形成，并且形成位置比其它大部分东太平洋飓风都更偏西面。系统向西移动，于7月25日成为热带风暴。7月26日，风暴达到接近飓风标准的最高强度，并于当天穿越西经140°进入中北太平洋。受低压槽逼近的影响，费尔南达总体向夏威夷群岛前进，之后因低压槽产生的风切变而减弱，于7月28日降级成热带低气压，最终在3天后消散。

### 飓风格雷戈
7月26日，有东风波离开巴拿马海岸，于7月28日在1300公里开外组织成第十号热带低气压，再于次日增强成热带风暴。由于所处洋面水温在29°C以上，气旋稳步增强，行进路线基本和墨西哥海岸平行但距离尚远。协调世界时7月31日下午18点，格雷戈升级成飓风，并于8月1日达到风力时速130公里的最高强度。风暴接下来因行进海域水温降低而减弱，于8月1日晚在距下加利福尼亚州915公里洋面弱化成热带风暴，再于8月2日降级成热带低气压，最终于次日完全消散。格雷戈在飓风尤金过去数周后影响墨西哥，又引发了洪灾。

### 飓风希拉里
7月30至31日，一股东风波经过中美洲。受向西南方向一直延伸到夏威夷州，东北方向直抵俄克拉荷马州的广阔深层高压脊影响，东风波稳步向西北偏西方向移动。7月31日凌晨0点过后，雷暴活动出现显著增长。7月31日下午18点，卡波圣卢卡斯以南约1245公里海域有热带低气压形成。气旋稳步增强，于8月1日达到飓风标准，再于8月2日成为二级飓风。8月3日，希拉里达到三级飓风强度，成为本季首场大型飓风，再于次日达到持续风速每小时195公里的最高强度。风暴接下来开始减弱，于8月5日弱化成一级飓风，之后又再度强化，将二级飓风强度保持到8月6日。希拉里接下来再度开始减弱，到8月7日时已降级成热带风暴，之后再弱化成热带低气压，于8月9日在水温21°C洋面消散。南加利福尼亚州有关部门本期望风暴能令海浪高度大幅上升，为当地举办的冲浪比赛决赛创造有利条件，但气象部门预计浪高只会有小幅提升。

### 热带风暴欧文
8月3日，曼萨尼约以南超过1610公里洋面有热带低气压形成，并且很快就增强成热带风暴。欧文在距墨西哥海岸线不远处平行移动，强度反复波动，于8月6日达到风力时速100公里的最高强度，并在此风速下保持了超过两天。8月8日，气旋转朝接近正西方向前进，逐渐远离陆地。8月9日，风暴降级成热带低气压，并且很快便已消散。气象机构一度预测欧文会对加利福尼亚州产生影响。风暴在墨西哥产生暴风雨，造成210万美元损失，许多商户和民宅受损，但没有人员因此丧生。

### 飓风乔瓦
8月13日，南下加利福尼亚州东南偏南方向约1760公里海域有热带低气压形成，并于次日增强成热带风暴乔瓦。受北面的高压脊影响，低气压起初向西南偏西方向移动。系统缓慢增强，于8月16日下午达到飓风标准。乔瓦转向西北偏西并继续强化，于8月17日达到最高强度，属二级飓风中等水平。达到最高强度后，风暴转向西进并缓慢减弱，然后穿过西经140°进入中太平洋飓风中心预警责任区。气旋继续减弱，到8月20日时已降级成热带低气压，于两天后在夏威夷岛以南21°C洋面消散，不过其残留至少持续到8月24日，飘流到约翰斯顿环礁以南海域。受乔瓦影响，南加利福尼亚州连续数天出现大浪。

### 热带风暴奥卡
8月26日，热带辐合带内的一股扰动天气组织成第一号热带低气压，于12小时后升级为热带风暴并获名“奥卡”（Oka），这个词在夏威夷语中是“奥斯卡”（Oscar）之意。风暴缓慢向西北偏西方向移动，于8月27日达到风力时速95公里的最高强度。次日，附近的低压槽产生风切变，奥卡也随之减弱，于8月29日降级成热带低气压并在之后消亡。

### 热带风暴克努特
8月28日，墨西哥曼萨尼约以西约1875公里洋面有热带低气压形成，于12小时后强化成热带风暴并获名“克努特”（Knut）。气旋风力时速始终没有超过65公里，在热带风暴标准下保持了1天时间。8月30日，系统降级成热带低气压，并于当晚消散。气旋自始至终位于海上，没有对陆地构成威胁。
克努特所造成的影响缺乏文献记载，但其名称还是在1992年退役。

### 飓风利迪娅
利迪娅源于8月28日进入东太平洋的一股扰动天气，这股扰动在墨西哥海岸线以南的温暖洋面逐渐组织，于8月29日下午18点发展成第十五号热带低气压。6小时后，系统在距南下加利福尼亚州约1385公里洋面强化成热带风暴并获名“利迪娅”（Lidia）。气旋向西北方向前进，行进路线与墨西哥海岸线平行。风暴略朝西侧转向移动了一天，然后又回转继续向西北方向前进，并在9月1日早上6点达到飓风强度。根据德沃夏克分析法得出的数值估算，利迪娅在9月1日达到持续风速每小时140公里的最高强度。此后不久，气旋开始减弱，其强度于9月2日降至低于飓风标准。由于水温较低，风暴迅速弱化，于9月3日清晨降级为热带低气压，最终于这天中午12点在水温24°C的洋面消散。利迪娅的残留在加利福尼亚州产生降水，一名女性被闪电击伤。

### 飓风麦克斯
9月8日，一股热带扰动离开中美洲进入东太平洋。9月9日中午12点，特万特佩克湾的温暖海域上空有热带低气压形成，然后在距卡波圣卢卡斯约1505公里洋面升级成热带风暴并获名“麦克斯”（Max）。气旋向西北偏西方向移动并迅速增强，于9月11日达到飓风标准。风暴转向西北并继续强化，到9月12日时已达到二级飓风强度，再在数小时后成为本季第2场大型飓风。根据卫星图像估算，飓风麦克斯于9月12日达到四级飓风标准，再于次日达到风力时速250公里的最高强度，刷新当时经卫星估算的太平洋飓风强度纪录。当时经德沃夏克分析法得出的数值为7.0，比之前东北太平洋任何热带气旋的数值都高，直到1990年才被追平。
麦克斯在最高强度下保持了创纪录的24小时，然后经过26 °C等温线并开始急剧弱化。飓风一度转向北上，再于9月15日转朝西面移动，并于当天降级成热带风暴。9月16日中午12点，气旋在卡波圣卢卡斯东北偏北方向约1392公里洋面消散。飓风正如预计的那样给南加州带去2.4米高的大浪，不过风暴这时早已过了最高强度期。

### 飓风诺玛
9月13日，阿卡普尔科西南方向约550公里海域形成热带扰动并向西北方向移动，于9月14日在远离陆地的海上发展成热带低气压，再于超过24小时后增强成热带风暴并获名“诺玛”（Norma）。气旋远离陆地，移动路线与墨西哥海岸线平行。由于所处洋面水温超过29 °C，风暴稳步增强。9月17日，诺玛转向北上，红外线图像显示系统中出现风眼并保持了12小时，表明气旋强度在此期间达到飓风最低标准。转向北上后，诺玛开始朝陆地前进，但因南下加利福尼亚州以西海域闭合低气压产生的西南气流影响而始终远离海岸。风暴几乎停止移动，然后略向东侧转向，强度也于9月19日回落到热带低气压水平，最终在下加利福尼亚半岛以南仅155公里海域消散，自始至终都没有登陆。
诺玛的残留抵达美国西南部前，气象机构预计加利福尼亚州圣地亚哥会出现多云天气，附近的沙漠和山区还有可能降下暴雨。气旋残留最终于9月22至23日在加利福尼亚州产生降水和雷暴。圣地亚哥国际机场的总计降雨量约为18毫米，莱蒙格罗韦则有25毫米。恶劣的天气导致多地停电，还发生多起小型火灾，部分道路被淹，一些财物受损。圣地牙哥和橙县南部有20万户家庭和商户失去供电，不过电力很快就得以恢复。气旋袭击的下加利福尼亚州地区人烟稀少，以致造成的破坏或洪灾都没有相关报道。

### 飓风奥蒂斯
9月17至19日，一股源自季风槽的热带扰动在墨西哥里维埃拉以南的温暖海域上空移动，于9月20日凌晨0点在向西北方向移动期间发展成第十九号热带低气压，并于当晚在拉巴斯西南方向约1530公里洋面升级成热带风暴。获命名18小时后，奥蒂斯于9月21日成为飓风，然后开始回转向西移动并进入爆发性增强期，于当天达到二级飓风强度。次日，风暴达到持续风速每小时185公里的最高强度。接下来直至9月24日，气旋强度在最高强度到二级飓风标准之间反复波动。受风切变增多，海面温度降至26°C的共同影响，奥蒂斯开始加速西进并逐渐减弱，于9月25日降级成热带风暴，次日再退化成热带低气压，并在之间不久消散。

### 飓风佩克
9月21日，夏威夷西南方向的扰动天气区发展出足够的对流和闭合环流，成为第二号热带低气压，并且马上就强化成热带风暴而获名“佩克”（Peke）。气旋在国际日期变更线以东不远处向北移动并继续增强，于9月23日成为飓风，次日又达到二级飓风标准。佩克继续北上，然后在减弱成一级飓风后不久转向西南并穿越国际日期变更线。系统再次增强，于9月23日达到风力时速185公里的最高强度，这时已属台风。风暴加速向西北方向移动，并开始因受较为干燥的空气影响而减弱。10月2日，气旋回转向东南方向移动，最终于10月3日消散。系统残留继续飘流了超过3天时间，行动方向很不稳定，起初向东，之后又向西北，再转向东南并失去踪影。
佩克没有造成任何人员伤亡或破坏，是1967年的飓风莎拉之后首场以飓风强度穿越国际日期变更线的热带气旋，也是连续三年中的第三场在国际日期变更线两侧都属热带气旋的风暴，之前两场分别是1985年的台风斯基普和1986年的台风乔其纱。

### 热带风暴皮拉尔
9月30日，下加利福尼亞半島以南约530公里海域有热带低气压形成。系统向北移动，于10月1日达到最高强度，属热带低气压的最低标准，但仅6小时后就回落到热带低气压水平并于当天消散。气旋始终没有登陆，在下加利福尼亚半岛最南端以南不远处洋面消散，在热带气旋状态下只持续了24小时。没有任何报道表示这一天气系统有对陆地构成破坏，不过南下加利福尼亞州从9月30日中午12点到10月2日凌晨0点降下暴雨，一处观测站测得182毫米雨量，创下该站1969年设立以来的新纪录。

### 飓风拉蒙
10月3至4日，一片扰动天气区进入墨西哥中部上空高气压以南的太平洋，其组织结构在超过29°C的水温上空逐渐改善，到10月5日时，曼萨尼约西南方向约790公里海域已经发展出热带风暴。拉蒙总体保持向西北偏西方向移动，于10月7日成为飓风，次日达到大型飓风标准。10月9至10日，拉蒙达到风力时速220公里的最高强度。接下来，风暴因受亚热带急速气流的影响转向西北，并因水温降低而迅速弱化，于10月11日减弱成热带风暴，12日又降级成热带低气压，之后不久就完全消散。
南加利福尼亚州暴雨成灾，引发街道洪灾。有两人因交通事故丧生。洛杉矶另有3人因交通事故遇难。河滨县的赫米特也出现暴雨，有3人因车祸受伤。降水有助于消除帕洛马山持续一周，影响面积达6500万平方米的森林大火。春溪河溢出堤防。拉蒙的热带水分还有助于结束盐湖城持续37天的旱情，这也是该市1964年来持续最久的旱情。全美共有5人因这场风暴遇害，均为道路相关事故引发。

### 热带风暴塞尔玛
10月27日，有热带低气压在东太平洋形成并向西北方向移动，然后逐渐回转北上。10月28日，气旋升级成热带风暴，风力时速为65公里并保持到次日再回落到热带低气压水平。塞尔玛继续向北回转，于10月29日再度增强成持续风速每小时65公里的热带风暴，但没有再出现进一步强化就降级成热带低气压并向东北偏北前进，于10月31日在下加利福尼亚州最南端以东约1415公里洋面消散。

### 热带低气压
6月10日，本季第2个热带气旋形成，其行进距离非常短，也没有对陆地产生影响，于6月12日中午12点消散。6天后，第3个热带低气压形成并向西北偏西方向移动，其最高风力时速达到55公里，于6月20日消散。
7月13日，阿卡普尔科西南方向约1400公里海域发展出第六号热带低气压，其最高强度时的持续风速也是每小时55公里，于7月17日消散。
11月24日下午18点，本季最后一个热带气旋在南下加利福尼亞州西南方向约1600公里洋面发展形成，气旋强度很弱，次日便已消散，给飓风季划上句点。

## 风暴名称
以下列表列出1987年用于为东北太平洋风暴命名的名称，与1981年的名单基本相同，只是因1985年太平洋飓风季出现需要命名的风暴较多，名单上的名称几乎用完的情况，因此奇数年飓风季的名单上新增了以字母、和开头的3个名称：“希娜”（Xina）、“约克”（York）和“塞尔达”（Zelda）。所有未退役的名称会在1993年飓风季再度使用。“皮拉尔”（Pilar）和“拉蒙”（Ramon）这两个名称都是在1987年首度采用，列表中没有命名的名称将以灰色显示。
|  |  | - Todd（未用） - Veronica（未用） - Wiley（未用） - Xina（未用） - York（未用） - Zelda（未用） |

以下列表列出1987年用于为中北太平洋风暴命名的名称，全年只使用了“奥卡”（Oka）和“佩克”（Peke）两个名称，这也是两个名称首次用于为风暴命名。
|  |  | - Uleki（未用） | - Wila（未用） |

### 退役
1992年春，世界气象组织将“克努特”（Knut）从东太平洋风暴名单中退役，今后不会再在东太平洋风暴命名时采用。用于取代的新名称是“肯尼斯”（Kenneth），于1993年首度采用。